# 말라이모나스류
말라이모나스류(Malawimonads)는 진핵생물의 진화 계통도에서 기저에 자리하는 작은 미생물 그룹으로, 알려진 종은 3종 뿐이다. "엑스카바타"로 알려진 측계통 그룹의 일부로 간주된다.

## 진화
말라위모나스류는 진핵생물 기저의 단계통군임이 분명하지만, 디스코바와 메타모나다, 안키로모나스류, 포디아타와 같은 다른 기저 그룹 간의 구체적인 관계가 아직 합의가 이루어져 있지 않다. 말라이모나스류의 자매 그룹은 계통발생학적 분석에 따라 크게 다르다. 말라이모나스류는 일부 계통발생학적 분석을 통해 포디아타류의 자매군임이 밝혀졌다. 다른 분석에서는 말라위모나스류를 디스코바 또는 마타모나다의 자매군으로 분류한다. 말라이모나스류와 디스코바, 메타모나다의 세 가지 계통군을 복구하여 예상치 못한 단계통 엑스카바타를 형성하는 최근의 분석은 거의 없다.
다음은 진핵생물의 계통 분류이다.

|  | 쓰쿠바류                                                      |
|  |                                                               |
|  | \| \| 유글레나류 \| \| \| \| \| \| 이엽상근족충류 \| \| \| \| |
|  |                                                               |
|  | 유글레나류                                                    |
|  |                                                               |
|  | 이엽상근족충류                                                |
|  |                                                               |

|  | 유글레나류     |
|  |                |
|  | 이엽상근족충류 |
|  |                |

|  | 쓰쿠바류                                                      |
|  |                                                               |
|  | \| \| 유글레나류 \| \| \| \| \| \| 이엽상근족충류 \| \| \| \| |
|  |                                                               |
|  | 유글레나류                                                    |
|  |                                                               |
|  | 이엽상근족충류                                                |
|  |                                                               |

|  | 유글레나류     |
|  |                |
|  | 이엽상근족충류 |
|  |                |

|  | CRuMs                                |
|  |                                      |
|  | 아모르페아 (아메바류, 균류, 동물...) |
|  |                                      |

|  | 쓰쿠바류                                                      |
|  |                                                               |
|  | \| \| 유글레나류 \| \| \| \| \| \| 이엽상근족충류 \| \| \| \| |
|  |                                                               |
|  | 유글레나류                                                    |
|  |                                                               |
|  | 이엽상근족충류                                                |
|  |                                                               |

|  | 유글레나류     |
|  |                |
|  | 이엽상근족충류 |
|  |                |

|  | 쓰쿠바류                                                      |
|  |                                                               |
|  | \| \| 유글레나류 \| \| \| \| \| \| 이엽상근족충류 \| \| \| \| |
|  |                                                               |
|  | 유글레나류                                                    |
|  |                                                               |
|  | 이엽상근족충류                                                |
|  |                                                               |

|  | 유글레나류     |
|  |                |
|  | 이엽상근족충류 |
|  |                |

|  | CRuMs                                |
|  |                                      |
|  | 아모르페아 (아메바류, 균류, 동물...) |
|  |                                      |

다음은 말라이모나스류의 계통 분류이다.

| 이마사속 | Imasa heleensis |
|          | Imasa heleensis |

| 게피오넬라속   | Gefionella okellyi                                                                      |
|                | Gefionella okellyi                                                                      |
| 말라이모나스속 | \| \| Malawimonas jakobiformis \| \| \| \| \| \| "Malawimonas californiana" \| \| \| \| |
|                | \| \| Malawimonas jakobiformis \| \| \| \| \| \| "Malawimonas californiana" \| \| \| \| |
|                | Malawimonas jakobiformis                                                                |
|                |                                                                                         |
|                | "Malawimonas californiana"                                                              |
|                |                                                                                         |

|  | Malawimonas jakobiformis   |
|  |                            |
|  | "Malawimonas californiana" |
|  |                            |

| 이마사속 | Imasa heleensis |
|          | Imasa heleensis |

| 게피오넬라속   | Gefionella okellyi                                                                      |
|                | Gefionella okellyi                                                                      |
| 말라이모나스속 | \| \| Malawimonas jakobiformis \| \| \| \| \| \| "Malawimonas californiana" \| \| \| \| |
|                | \| \| Malawimonas jakobiformis \| \| \| \| \| \| "Malawimonas californiana" \| \| \| \| |
|                | Malawimonas jakobiformis                                                                |
|                |                                                                                         |
|                | "Malawimonas californiana"                                                              |
|                |                                                                                         |

|  | Malawimonas jakobiformis   |
|  |                            |
|  | "Malawimonas californiana" |
|  |                            |

## 분류학

### 역사
말라이모나스류는 2003년 토머스 캐빌리어스미스에 의해 처음으로 말라이모나스목으로 기술했다. 2013년에 또한 말라이모나스강으로 기술했으며 메타모나다와 자코바류, 쓰쿠바류 및 말라이모나스류를 통합하는 다계통 그룹인 "로우코조아문"의 일부로 네오로우카아문의 유일한 구성원으로 배치하였다. 나중에 로우코조아는 분리되었고 네오로우카는 문의 분류 등급으로 올라갔다. 마지막으로, 말라이모나스류만 포함하는 이 문은 2021년에 같은 저자에 의해 말라이모나스류(Malawimonada)로 이름이 바뀌었고 같은 이름으로 별도의 왕국에 배치했다.

### 하위 분류
처음에 말라이모나스류는 말라이모나스과(Malawimonadidae)와 말라이모나스속(Malawimonas) 속만을 포함하는 단형목이었다. 2018년에 게피오넬라속(Gefionella)이 처음 기술되어 이 과에 추가되었다. 2020년에는 새로운 속인 이마사속(Imasa)과 새로운 과인 이마시과(Imasidae)가 이 그룹에 추가되었다. 현재 말라이모나스류에는 2개의 과, 3속, 3종의 승인된 종이 포함되어 있다.
- 말라이모나스과 (Malawimonadidae)
  - 게피오넬라속 (Gefionella)
    - G. okellyi Heiss, Ekelund & Simpson 2018

  - 말라이모나스속 (Malawimonas)
    - M. jakobiformis O’Kelly & Nerad 1999
- 이마사과 (Imasidae)
  - 이마사속 (Imasa)
    - I. heleensis Heiss, Simpson & Kim 2020